# Liste der Baudenkmale in Dannenberg (Elbe)
In der Liste der Baudenkmale in Dannenberg (Elbe) sind alle Baudenkmale der niedersächsischen Gemeinde Dannenberg (Elbe) aufgelistet.  Die Quelle der IDs und der Beschreibungen ist der Denkmalatlas Niedersachsen. Der Stand der Liste ist der 16. Februar 2021.

## Aufteilung
Wegen der großen Anzahl von Baudenkmale in Dannenberg werden die Baudenkmale in den Ortsteilen in Teillisten aufgeführt.
- Breese in der Marsch
- Bückau
- Dambeck
- Groß Heide
- Gümse
- Klein Heide
- Liepehöfen
- Lüggau
- Nebenstedt
- Neu Tramm
- Penkefitz
- Pisselberg
- Prabstorf
- Predöhlsau
- Prisser
- Schaafhausen
- Schmarsau
- Seedorf
- Soven
- Splietau
- Strachauer Rad
- Streetz
- Tramm
- Tripkau

## Allgemein
In den Spalten befinden sich folgende Informationen:
- Lage: die Adresse des Baudenkmales und die geographischen Koordinaten. Kartenansicht, um Koordinaten zu setzen. In der Kartenansicht sind Baudenkmale ohne Koordinaten mit einem roten Marker dargestellt und können in der Karte gesetzt werden. Baudenkmale ohne Bild sind mit einem blauen Marker gekennzeichnet, Baudenkmale mit Bild mit einem grünen Marker.
- Bezeichnung: Bezeichnung des Baudenkmales
- Beschreibung: die Beschreibung des Baudenkmales. Unter § 3 Abs. 2 NDSchG werden Einzeldenkmale und unter § 3 Abs. 3 NDSchG Gruppen baulicher Anlagen und deren Bestandteile ausgewiesen.
- ID: die Objekt-ID des Baudenkmales
- Bild: ein Bild des Baudenkmales, ggf. zusätzlich mit einem Link zu weiteren Fotos des Baudenkmals im Medienarchiv Wikimedia Commons. Wenn man auf das Kamerasymbol klickt, können Fotos zu Baudenkmalen aus dieser Liste hochgeladen werden:

## Dannenberg (Elbe)

### Gruppe baulicher Anlagen in Dannenberg (Elbe)
| Lage                                                           | Bezeichnung                                                 | Beschreibung | ID       | Bild |
| -------------------------------------------------------------- | ----------------------------------------------------------- | --- | -------- | ---- |
| Alte Jeetzel 53° 6′ 2″ N, 11° 5′ 44″ O                         | Fluss                                                       | Die Jeetzel wurde Anfang der 1950er-Jahre bei umfangreichen wasserbaulichen Eingriffen („Jeetzelregulierung“) stark verändert; die kanalisierte „Neue Jeetzel“ dabei am westlichen Stadtgebiet vorbeigeführt. Die verbliebene „Alte Jeetzel“ verläuft mit geringerer Abflussmenge weiterhin durch die Innenstadt, wobei sie einen Bogen um den Siedlungskern mit dem Amtsberg beschreibt. Weitere Nebenarme wie die Mühlenjeetzel wurden im Lauf der Zeit zugeschüttet oder umgeleitet. Einige Pflasterungen in Gassen der Altstadt erinnern noch an diese ehemaligen Wasserläufe.    | 30840051 |      |
| 53° 5′ 55″ N, 11° 5′ 44″ O                                     | Stadt (Baukomplex)                                          | Früheste Besiedlungsspuren Dannenbergs im 9. Jahrhundert. Burg Dannenberg erstmals 1153 erwähnt. Sie lag auf dem heutigen Amtsberg. Die Innenstadt wuchs im Mittelalter (erstmals urkundlich erwähnt 1293) westlich der Burg um den Markt herum. Die Bebauung des Hauptweges aus Mühlentor - Lange Straße - Am Markt - Marschtorstraße verdichtete sich zwischen dem 14. und 16. Jahrhundert. Dazu gehören der Waldemarturm und die Stadtkirche St. Johannis. | 30825945 |      |
| Lüchower Straße, St. Annen Friedhof 53° 5′ 46″ N, 11° 5′ 21″ O | Friedhof mit Gedenkstätten, Grabmalen und altem Baumbestand | Anfang des 19. Jh. für kurze Zeit Friedhof der Stadt, aber nach Problemen mit Überschwemmungen offenbar bald zugunsten des Stadtfriedhofes bei Lüggau (1816) wieder aufgegeben. Zwischen altem Baumbestand befinden sich heute in der kleinen parkartigen Anlage u. a. noch das Grabmal von Eleonore Prochaska, ein Gedenkstein für den Heimatdichter Theodor Körner und ein Ehrenmal zum Ersten Weltkrieg. Eine Kapelle („St. Anna“) wurde 1879 abgebrochen. Es gibt zwei schmale Zugänge von der Lüchower und der Lüneburger Straße.                                                | 30825955 |      |
| 53° 6′ 3″ N, 11° 5′ 53″ O                                      | Geschäftshäuser Marschtorstraße                             | Gruppe aus zwei straßenseitigen, nach einem Brand 1900 neu errichteten Gebäuden (Marschtorstraße 10 und 11) des Bardowicker Architekten Wilhelm Matthies und rückwärtigen Nebengebäuden, die im hinteren Bereich der Nr. 10 einen Innenhof bilden. Die hofbildende Nr. 10A wird vom Werder aus erschlossen. Die Häuser ersetzen teilweise Vorgängerbauten von 1874. | 30825976 |      |
| 53° 6′ 10″ N, 11° 6′ 15″ O                                     | Hospital                                                    | Ehemaliges Hospital, das zu Beginn des 17. Jahrhunderts von der Herzogin Sybilla als Damenstift („St. Georg“) am Rand der Stadt errichtet worden war und nach Zerstörung im Dreißigjährigen Krieg 1650 wiederaufgebaut wurde. Später kamen eine Nutzung als Armenhaus sowie Schule für Kinder der umliegenden Dörfer hinzu. Das Haupthaus wurde im Jahr 1835 von Grund auf neu errichtet. Eine früher auf dem Gelände auch noch vorhandene Kapelle („St. Jürgen“) wurde 1885 auf Abbruch verkauft; auch ein Friedhof befand sich hier. Heute ist das ehemalige Hospital ein Wohnhaus. | 30825986 |      |

### Einzeldenkmale in Dannenberg (Elbe)
| Lage | Bezeichnung                                                 | Beschreibung | ID       | Bild           |
| --- | ----------------------------------------------------------- | --- | -------- | -------------- |
| Adolfsplatz 1 53° 5′ 53″ N, 11° 5′ 42″ O                                                                                  | Wohnhaus                                                    | Zweigeschossiges traufständiges Fachwerkgebäude mit Zwerchhaus. Satteldach in Hohlpfannendeckung. Errichtet Anfang des 19. Jahrhunderts. | 39567380 |                |
| Adolfsplatz 2 53° 5′ 53″ N, 11° 5′ 42″ O                                                                                  | Wohnhaus                                                    | Zweigeschossiges traufständiges Fachwerkgebäude mit Zwerchhaus und Ladeluke. Satteldach in Hohlpfannendeckung. Erbaut Anfang des 19. Jahrhunderts. | 39567471 |                |
| Am Markt 1 53° 5′ 55″ N, 11° 5′ 45″ O                                                                                     | Hotel                                                       | Repräsentativer, zweigeschossiger, traufständiger Massivbau mit (ehemals) dreigeschossigem Mittelrisalit. Verputzt mit geschossübergreifenden Lisenen und Fassadenschmuck im Stil des Neoklassizismus mit Anklängen an den Jugendstil. Vollunterkellert. 1907 als Hotel mit Aufnahme des "Ratskellers" von Carl Gruber errichtet. In jüngerer Zeit massiv aufgestockt. | 30840967 |                |
| Am Markt 3 53° 5′ 55″ N, 11° 5′ 47″ O                                                                                     | Wohnhaus                                                    | Dreigeschossiger, giebelständiger Fachwerkbau unter flach geneigtem Satteldach; verputzte Straßenfassade mit quaderimitierendem Fugenschnitt; Erdgeschoss durch Ladeneinbau überformt. Erbaut Anfang des 19. Jahrhunderts. | 30841073 |                |
| Am Markt 4 53° 5′ 56″ N, 11° 5′ 47″ O                                                                                     | Wohnhaus                                                    | Zweigeschossiger, giebelständiger Bau unter Satteldach; Straßenfront verputzt. Errichtet um 1860. | 30841054 |                |
| Am Markt 6 53° 5′ 56″ N, 11° 5′ 48″ O                                                                                     | Wohnhaus                                                    | Zweigeschossiger Massivbau in Ecklage, zum Markt giebelständig; Straßenfassaden in geschlämmtem Backsteinmauerwerk; Satteldach in Hohlpfannendeckung. Farblich abgesetzte Schmuckgesimse sowie Verdachungen über Fenstern und Türen. Erbaut Ende des 19. Jahrhunderts. | 30840883 |                |
| Am Markt 7 53° 5′ 57″ N, 11° 5′ 49″ O                                                                                     | Wohnhaus                                                    | Langgestreckter, zweigeschossiger Fachwerkbau, traufständig an der Nordostseite des Marktplatzes; weißgeschlämmte Backsteinausfachung; Halbwalmdach in Hohlpfannendeckung; freistehendes Gebäude. Erbaut Anfang des 19. Jahrhunderts. | 30840862 |                |
| Am Markt 9 53° 5′ 57″ N, 11° 5′ 47″ O                                                                                     | Wohnhaus                                                    | Dreigeschossiger giebelständiger Fachwerkbau mit Backsteinausfachungen unter Satteldach. Mittellängsdielenhaus; Stockwerkbau mit eingeschobenem Zwischengeschoss. Erbaut 1609 als Kaufmannshaus. | 30839936 |                |
| Am Markt 10 53° 5′ 57″ N, 11° 5′ 46″ O                                                                                    | Wohnhaus                                                    | Dreigeschossiger giebelständiger Fachwerkbau in Stockwerksbauweise unter Satteldach in Hohlpfannendeckung. Erbaut Anfang des 18. Jahrhunderts. | 30839917 |                |
| Am Markt 11 53° 5′ 57″ N, 11° 5′ 46″ O                                                                                    | Wohnhaus                                                    | Dreigeschossiger, giebelständiger Fachwerkbau unter flach geneigtem Satteldach in roter Hohlpfannendeckung; Backsteinausfachung; straßenseitige Schaufassade durch vorkragenden Dreiecksgiebel mit Rundfenster im Tympanon bekrönt; Erdgeschoss durch Ladeneinbau verändert. Erbaut Anfang des 19. Jahrhunderts. | 30839896 |                |
| Am Ostbahnhof 1 53° 6′ 17″ N, 11° 7′ 5″ O                                                                                 | Empfangsgebäude                                             | Zweigeschossiger verputzter Backsteinbau mit Flachdach, westlich dreigeschossiger dreiachsiger Risalit, östlich auf der Zufahrtsseite Rundturm, daran nach Osten anschließend eingeschossiger dreiachsiger Anbau. Rundbogenfenster im Erdgeschoss. Errichtet 1874. | 38794224 |                |
| Amtsberg 1 53° 5′ 57″ N, 11° 5′ 52″ O                                                                                     | Amtsgebäude                                                 | Ehemaliger Sitz des „Obergerichts Dannenberg“ (erbaut 1854; Gericht aufgehoben 1859). Ab 1855 war hier der strafversetzte Gottlieb Georg Karl Planck als Richter tätig. Zweigeschossiger, teilunterkellerter Fachwerkbau in Stockwerksbauweise; mit Backsteinen ausgefacht; flaches auf Konsolen auskragendes Walmdach mit unterschiedlichen Deckungen; Haupteingang mittig an der Nordseite; vorgelagerte Treppe; zweiflügelige Tür | 30840927 |                |
| Amtsberg 1 53° 5′ 56″ N, 11° 5′ 53″ O                                                                                     | Nebengebäude                                                | Kleines Fachwerkgebäude unter Satteldach; mit Backsteinen ausgefacht. Erbaut Ende des 19. Jahrhunderts. | 30840906 |                |
| Amtsberg 2 53° 5′ 57″ N, 11° 5′ 55″ O                                                                                     | Gerichtsgebäude                                             | Traufständiger zweigeschossiger Backsteinbau unter Walmdach in Hohlpfannendeckung. Mittiger zweigeschossiger Eingangsrisalit mit Frontispiz. Erbaut 1912; ersetzte das ältere, ebenfalls auf dem Amtsberg liegende Amtsgericht südwestlich hiervon. Ehemaliger Sitz der Kreisverwaltung Dannenberg (1885–1951); Neubau 1912; jetzt Amtsgericht Dannenberg (Elbe). | 30841009 |                |
| Amtsberg 3 53° 5′ 58″ N, 11° 5′ 54″ O                                                                                     | Verwaltungsgebäude                                          | Langgestrecktes, zweigeschossiges Fachwerkgebäude in Stockwerksbauweise mit Backsteinausfachung; Halbwalmdach in roter Hohlpfannendeckung. Erbaut 1822. | 30840988 |                |
| Amtsberg (4) 53° 5′ 58″ N, 11° 5′ 53″ O                                                                                   | Turm (Bauwerk)                                              | Der Waldemarturm ist ein Rundturm und Bergfried in Backsteinmauerwerk unter Glockendach in Mönch- und Nonnendeckung. Daran Treppenturm in Fachwerk mit Backsteinausfachungen unter Zeltdach in Hohlpfannendeckung. Es handelt sich um den letzten Überrest der mittelalterlichen Burg und auch des späteren Schlosses Dannenberg. Erbaut um 1200, Veränderungen im 15. und 18. Jahrhundert. Heute Heimatmuseum. | 30839976 | Weitere Bilder |
| An der Kirche 1 53° 5′ 58″ N, 11° 5′ 47″ O                                                                                | Stadtkirche St. Johannis                                    | Die St.-Johannis-Kirche Dannenberg ist eine dreischiffige gotische Hallenkirche, außen klassizistisch überformt, mit neugotischem Westturm. Der Bau stammt wohl aus dem 13. Jahrhundert; die Baugeschichte ist von zahlreichen Teileinstürzen und Renovierungen charakterisiert. Die heutige Form ist wesentlich im 19. Jh. geprägt worden. Der Kirchplatz diente bis Anfang des 19. Jh. als Begräbnisstätte (dann Verlagerung zum St.-Annen-Kirchhof und 1816 schließlich Ablösung durch den Dannenberger Stadtfriedhof bei Lüggau). | 30839372 |                |
| An der Kirche 2 53° 5′ 58″ N, 11° 5′ 46″ O                                                                                | Wohnhaus                                                    | Bescheidener, traufständiger Fachwerkbau auf massivem, verputztem Sockel. Gefache mit Backsteinausfüllungen; unter Satteldach. Hauseingang ausmittig rechts. Erbaut Ende des 18. Jahrhunderts. | 30839529 |                |
| An der Kirche 6 53° 5′ 59″ N, 11° 5′ 45″ O                                                                                | Wohnhaus                                                    | Zweigeschossiges, traufständiges Fachwerkwohnhaus in Stockwerksbauweise unter Satteldach in roter Hohlpfannendeckung; symmetrische Schaufassade mit mittigem Hauseingang; gekuppelte Stiele in beiden Geschossen zwischen den Fenstern; mehrfach versprosste, außen angeschlagene Fenster (zwischenzeitlich erneuert); zeitgenössische, zweiflüglige Tür; vorgelegte Stufe. Architekt: G. Reinecke. 1800. | 30839451 |                |
| An der Kirche 7 53° 5′ 59″ N, 11° 5′ 45″ O                                                                                | Wohnhaus                                                    | Zweigeschossiges, traufständiges Fachwerkwohnhaus mit geschlämmter Backsteinausfachung; Satteldach in Hohlpfannendeckung. Erbaut Anfang des 19. Jahrhunderts. | 30839432 |                |
| An der Kirche 8 53° 5′ 59″ N, 11° 5′ 48″ O                                                                                | Wohnhaus                                                    | Das Gefüge stammt wohl aus der Mitte des 16. Jahrhunderts. Die Straßenseite wurde im Zuge der Aufhöhung der Straße um ca. einen Meter angeschüttet, so dass das Gebäude jetzt im UG niedriger wirkt als das obere. Der linke Teil des Hauses neben der jetzigen Eingangstür war ursprünglich ein anderes Gebäude mit Toreinfahrt. Hier wohnte der „Landphysikus“, so etwas wie ein Landarzt. Im frühen 19. Jh. wurde eine Holzbohlenverkleidung vor das Fachwerk gehängt, vermutlich, um die Umbauten und die Zusammenfügung beider Gebäude zu kaschieren. Ursprünglich reichte das Gebäude der alten „Ratsapotheke“ mit seinem Ostgiebel bis zur Marschtorstraße, musste dort aber dem Bau des Hauses Nr. 1 weichen. | 30839392 |                |
| Fischerstraße 3 53° 5′ 55″ N, 11° 5′ 40″ O                                                                                | Wohnhaus                                                    | Bescheidenes, zur Fischerstraße giebelständiges Fachwerkwohnhaus; hoher Backsteinsockel, Backsteingefachausfüllungen; Satteldach in Hohlpfannendeckung. Erbaut Ende des 19. Jahrhunderts. | 30839275 |                |
| Fischerstraße 6 53° 5′ 56″ N, 11° 5′ 40″ O                                                                                | Wohnhaus                                                    | Zweigeschossiges, giebelständiges Fachwerkhaus mit Gefachen in Backstein unter Satteldach. Errichtet in der Mitte des 19. Jahrhunderts. | 30839334 |                |
| Fischerstraße 7 53° 5′ 56″ N, 11° 5′ 39″ O                                                                                | Wohnhaus                                                    | Sehr bescheidenes zweigeschossiges, giebelständiges Wohnhaus; Backsteinmauerwerk im Erdgeschoss (überformt), Fachwerk mit Backsteinausfüllungen im Obergeschoss; Satteldach. Errichtet in der Mitte des 19. Jahrhunderts. | 30839315 |                |
| Fischerstraße 8 53° 5′ 56″ N, 11° 5′ 39″ O                                                                                | Wohnhaus                                                    | Sehr bescheidenes giebelständiges, zweigeschossiges Fachwerkwohnhaus mit Gefachen in Backstein unter Satteldach. Errichtet in der Mitte des 19. Jahrhunderts. | 30839294 |                |
| Fischerstraße 9 53° 5′ 57″ N, 11° 5′ 39″ O                                                                                | Wohnhaus                                                    | In der Firstrichtung um 90 Grad gegen die übrigen Häuser gedrehter Fachwerkbau, ebenso giebelständig zur Fischerstraße und diese damit räumlich abschließend. Fachwerk mit Backsteinausfüllungen, Backsteinsockel. Leicht hervortretende östliche Gebäudehälfte, rückwärtiger Anbau. Das Gebäude setzt sich somit aus unterschiedlichen Baukörpern zusammen. Erbaut in der Mitte des 19. Jahrhunderts. | 30839254 |                |
| Lange Straße 2 53° 5′ 55″ N, 11° 5′ 43″ O                                                                                 | Wohnhaus                                                    | Schlichter, zweigeschossiger, traufständiger Fachwerkbau unter Satteldach in Hohlpfannendeckung; zweiachsiges Zwerchhaus mittig in der straßenseitigen Dachfläche; Erdgeschoss zunächst durch modernen Ladeneinbau überformt, später zurückgebaut. Gebäude errichtet in der ersten Hälfte des 19. Jahrhunderts. | 30839195 |                |
| Lange Straße 3 53° 5′ 54″ N, 11° 5′ 43″ O                                                                                 | Wohn-/Geschäftshaus                                         | Dreigeschossiger Putzbau in Ecklage und unter flachem Walmdach; Schaufassaden mit quaderimitierendem Fugenschnitt und Stuckdekor an den Fenstern; Rundbogen, Formen der Neorenaissance; umlaufendes Kranzgesims. Erbaut 1864, 1917 Einbau eines Schaufensters. | 30839174 |                |
| Lange Straße 4 53° 5′ 54″ N, 11° 5′ 42″ O                                                                                 | Wohnhaus                                                    | Zweigeschossiger, traufständiger Fachwerkbau unter Mansarddach in Hohlpfannendeckung; einachsiges Zwerchhaus in der straßenseitigen Dachfläche; Fassade holzverschalt mit quaderimitierendem Fugenschnitt; Ladeneinbau im Erdgeschoss. Errichtet Anfang des 19. Jahrhunderts. | 30839839 |                |
| Lange Straße 6 53° 5′ 54″ N, 11° 5′ 42″ O                                                                                 | Wohnhaus                                                    | Neben Nr. 18 das älteste Haus in der Langen Straße, es stammt noch aus der Wiederaufbauphase nach dem Brand von 1608. Gebaut als Kaufmannshaus. Dreigeschossiger, giebelständiger Fachwerkbau unter Satteldach in Hohlpfannendeckung; Gefachausfüllungen in Backstein; zweiachsige Utlucht straßenseitig links; Erdgeschoss durch modernen Ladeneinbau überformt. | 30839738 |                |
| Lange Straße 7 53° 5′ 53″ N, 11° 5′ 41″ O                                                                                 | Wohnhaus                                                    | Dreigeschossiger Massivbau unter straßenseitig abgewalmtem Satteldach; hier im zweiten Obergeschoss vorkragender Erker unter eigenem Satteldach; an der Westecke im ersten Obergeschoss vorkragender Erkerturm; beide in den oberen Bereichen in Fachwerk; Erdgeschoss durch modernen Ladeneinbau überformt. Errichtet 1907. | 30839719 |                |
| Lange Straße 11/12 53° 5′ 53″ N, 11° 5′ 39″ O                                                                             | Wohnhaus                                                    | Zweigeschossiger giebelständiger Fachwerkbau unter Satteldach in Hohlpfannendeckung; Gefache mit Backsteinausfüllungen. Erdgeschoss durch modernen Ladeneinbau überformt. Erbaut Ende des 18. Jahrhunderts, verändert durch Zusammenfassung zweier Giebelhäuser (Nr. 11 und 12) im Jahr 1939. | 30839778 |                |
| Lange Straße 13 53° 5′ 53″ N, 11° 5′ 39″ O                                                                                | Wohnhaus                                                    | Kleiner, giebelständiger, zweigeschossiger Fachwerkbau unter Satteldach in Hohlpfannendeckung; Gefache mit Backstein ausgesetzt und straßenseitig hell geschlämmt; nachträglicher Laden im Erdgeschoss. Erbaut Mitte des 18. Jahrhunderts. | 30839818 |                |
| Lange Straße 14 53° 5′ 52″ N, 11° 5′ 39″ O                                                                                | Wohnhaus                                                    | Zweigeschossiger, giebelständiger Fachwerkbau unter Satteldach; Gefache mit Backsteinen gefüllt. Erbaut Ende des 18. Jahrhunderts. | 30839797 |                |
| Lange Straße 18 53° 5′ 52″ N, 11° 5′ 37″ O                                                                                | Wohnhaus                                                    | Neben Nr. 6 das älteste Haus in der Langen Straße, es stammt noch aus der Wiederaufbauphase nach dem Brand von 1608. Großes Kaufmannshaus mit charakteristischen, knaggengetragenen Geschossvorkragungen. Dreigeschossiger, giebelständiger Fachwerkbau unter Satteldach mit zwei zweigeschossigen Erkern über das erste und zweite Obergeschoss; Gefachausfüllungen in Backstein; nachträglicher Ladeneinbau im Erdgeschoss. Bauherr: Bürgermeister Marcus Scheele. | 30836854 |                |
| Lange Straße 19 53° 5′ 51″ N, 11° 5′ 36″ O                                                                                | Wohnhaus                                                    | Dreigeschossiger, giebelständiger Fachwerkbau unter Satteldach; Gefache mit Backsteinen ausgefüllt, leicht vorkragende Obergeschosse. Errichtet Anfang des 19. Jahrhunderts. | 30836835 |                |
| Lange Straße 20 53° 5′ 51″ N, 11° 5′ 36″ O                                                                                | Wohnhaus                                                    | Dreigeschossiges giebelständiges Fachwerkgebäude unter hohlpfannengedecktem Satteldach. Errichtet um 1900. | 39568003 |                |
| Lange Straße 22 53° 5′ 51″ N, 11° 5′ 35″ O                                                                                | Wohnhaus                                                    | Dreigeschossiger, giebelständiger Fachwerkbau unter Satteldach; Backsteinausfachungen; Erdgeschoss durch Ladeneinbauten überformt. Errichtet Anfang des 19. Jahrhunderts. | 30836797 |                |
| Lange Straße 23 53° 5′ 51″ N, 11° 5′ 35″ O                                                                                | Wohnhaus                                                    | Zwei- und dreigeschossiger, giebelständiger Fachwerkbau unter ungleichhüftigem Satteldach. Dabei ist der westliche Gebäudeteil entweder ergänzt oder aus einem eigenständigen Vorgängerbau erhalten. Errichtet 1689 (i). | 30836776 |                |
| Lange Straße 24 53° 5′ 51″ N, 11° 5′ 35″ O                                                                                | Wohnhaus                                                    | Dreigeschossiger, giebelständiger Fachwerkbau unter Satteldach in Hohlpfannendeckung; Gefache mit Backsteinfüllung. Erbaut in der zweiten Hälfte des 17. Jahrhunderts als Kaufmannshaus. | 30836894 |                |
| Lange Straße 29 53° 5′ 52″ N, 11° 5′ 35″ O                                                                                | Wohnhaus                                                    | Zweigeschossiger, giebelständiger Fachwerkbau unter Satteldach; Gefachausfüllungen aus Backstein; jüngerer Ladeneinbau im Erdgeschoss. Erbaut Anfang des 19. Jahrhunderts. | 30836676 |                |
| Lange Straße 30 53° 5′ 52″ N, 11° 5′ 35″ O                                                                                | Wohnhaus                                                    | Extrem schmaler, zweigeschossiger, giebelständiger Fachwerkbau unter Satteldach in Hohlpfannendeckung, Gefache mit Backstein gefüllt; jüngerer Ladeneinbau im Erdgeschoss. Errichtet Anfang des 19. Jahrhunderts. | 30836655 |                |
| Lange Straße 31 53° 5′ 52″ N, 11° 5′ 35″ O                                                                                | Wohnhaus                                                    | Von den drei kleinen giebelständigen Fachwerkhäusern Nr. 29 bis 31 ist die Nr. 31 (rechts) das älteste (erbaut 1691).Zweigeschossiger, giebelständiger Fachwerkbau unter Satteldach in Hohlpfannendeckung, Gefache mit Backsteinen gefüllt. Auffallend schmale Straßenfassade, tiefer Grundriss. | 30836634 |                |
| Lange Straße 32 53° 5′ 52″ N, 11° 5′ 36″ O                                                                                | Wohnhaus                                                    | Zweigeschossiger traufständiger Backsteinbau unter ziegelgedecktem Satteldach. Ausmittiges dreiachsiges Zwerchhaus. Errichtet um 1880. | 30836737 |                |
| Lange Straße 33 53° 5′ 52″ N, 11° 5′ 36″ O                                                                                | Wohnhaus                                                    | Zweigeschossiger, giebelständiger Fachwerkbau unter Satteldach; Gefache mit Backsteinen ausgefüllt. Erbaut 1770. | 30836716 |                |
| Lange Straße 34 53° 5′ 53″ N, 11° 5′ 37″ O                                                                                | Wohnhaus                                                    | Dreigeschossiges giebelständiges Fachwerkgebäude unter ziegelgedecktem Satteldach. Erdgeschoss massiv, Giebeldreieck in Fachwerk erneuert. Errichtet Ende des 18. Jahrhunderts. | 30836577 |                |
| Lange Straße 35 53° 5′ 53″ N, 11° 5′ 37″ O                                                                                | Wohnhaus                                                    | Zweigeschossiger, giebelständiger Fachwerkbau unter Mansarddach; Gefachausfüllungen mit Backstein; jüngerer Ladeneinbau im Erdgeschoss. Erbaut Mitte des 19. Jahrhunderts. | 30836558 |                |
| Lange Straße 36 53° 5′ 53″ N, 11° 5′ 37″ O                                                                                | Wohnhaus                                                    | Dreigeschossiger, traufständiger Fachwerkbau unter Halbwalmdach in Hohlpfannendeckung; großes, dreiachsiges Zwerchhaus mit Ladeluke mittig in der straßenseitigen Dachfläche; Gefache mit Backsteinen ausgefüllt; jüngerer Ladeneinbau im Erdgeschoss. Erbaut um 1815 von Kaufmann Joachim Conrad Ahlers an Stelle zweier älterer Giebelhäuser. | 30836537 |                |
| Lange Straße 39 53° 5′ 54″ N, 11° 5′ 39″ O                                                                                | Wohnhaus                                                    | Zweigeschossiger, traufständiger Fachwerkbau unter Satteldach in Hohlpfannendeckung; Gefachausfüllungen in Backstein; zweiachsiges Zwerchhaus mittig in der straßenseitigen Dachfläche. Erbaut Anfang des 19. Jahrhunderts. | 30836478 |                |
| Lange Straße 41 53° 5′ 54″ N, 11° 5′ 40″ O                                                                                | Wohnhaus                                                    | Zweigeschossiger, giebelständiger Fachwerkbau unter Satteldach; erneuerter Ladeneinbau im Erdgeschoss. Errichtet Anfang des 19. Jahrhunderts. | 30838405 |                |
| Lange Straße 42 53° 5′ 54″ N, 11° 5′ 40″ O                                                                                | Wohnhaus                                                    | Schmaler, dreigeschossiger, giebelständiger Fachwerkbau unter Satteldach; Gefachausfüllungen in Backstein; verputzte Straßenfassade; jüngerer Ladeneinbau im Erdgeschoss; großes, liegendes Fenster im ersten Obergeschoss. Erbaut Anfang des 19. Jahrhunderts als zweigeschossiger Bau, erst im 20. Jahrhundert dreigeschossig aufgestockt. Im Juni 2022 brannte das leerstehende Haus aus; im Oktober wurde die Ruine (ungenehmigt) abgerissen. | 30837763 |                |
| Lange Straße 45 53° 5′ 55″ N, 11° 5′ 41″ O                                                                                | Wohnhaus                                                    | Zweigeschossiger, giebelständiger Fachwerkbau in Ecklage; Satteldach in Hohlpfannendeckung; Obergeschoss und Giebeldreieck leicht vorgekragt, Gefache mit Backsteinen ausgefüllt. Erbaut in der zweiten Hälfte des 17. Jahrhunderts. | 30836952 |                |
| Lüchower Straße, St. Annen Friedhof 53° 5′ 46″ N, 11° 5′ 21″ O                                                            | Friedhof mit Gedenkstätten, Grabmalen und altem Baumbestand | | 30836933 |                |
| Lüchower Straße 2 53° 5′ 46″ N, 11° 5′ 23″ O                                                                              | Wohnhaus                                                    | Eingeschossiger, giebelständiger Backsteinbau; ausgebautes Dachgeschoss mit hohem Drempel unter Satteldach; markanter Staffelgiebel; Rundbogenfenster. Errichtet im 19. Jahrhundert. | 30836915 |                |
| Marschtorstraße 1 53° 5′ 59″ N, 11° 5′ 49″ O                                                                              | Wohnhaus                                                    | Zweigeschossiger, zur Marschtorstraße traufständiger Fachwerkbau mit Backsteinausfachungen unter Halbwalmdach in roter Hohlpfannendeckung; dreiachsiges übergiebeltes Zwerchhaus unter eigenem Satteldach mittig in der östlichen Dachfläche; straßenseitig ausmittig rechts zwei nebeneinander liegende gleichartige Hauseingänge (Doppelhaus?); südlich davon Gefüge durch modernen Ladeneinbau überformt. Erbaut Anfang des 19. Jahrhunderts. | 30839115 |                |
| Marschtorstraße 2 53° 5′ 59″ N, 11° 5′ 49″ O                                                                              | Wohnhaus                                                    | Zweigeschossiger, giebelständiger Fachwerkbau mit Backsteingefachausfüllungen unter Satteldach. Erbaut in der ersten Hälfte des 18. Jahrhunderts. | 30839096 |                |
| Marschtorstraße 6 53° 6′ 1″ N, 11° 5′ 52″ O                                                                               | Wohn-/Gasthaus                                              | Zweigeschossiges, traufständiges Fachwerkgebäude mit Backsteingefachen unter Halbwalmdach in roter Hohlpfannendeckung; Hauseingang straßenseitig ausmittig links; darüber in der südöstlichen Dachfläche dreieckgiebelbekröntes Zwerchhaus; Gefüge im Erdgeschoss rechts durch Backsteinmauerwerk ersetzt; hier Durchfahrt zum rückwärtigen Hof. Erbaut 1739 (i), zuvor hier Poststation (erstmals als Haus erwähnt 1635, 1670 als Post nachgewiesen). Länglicher, eingeschossiger Fachwerkanbau mit Backsteingefachausfüllungen unter Satteldach mit zum Hauptgebäude um 90° gedrehtem First nach Nordwesten entlang der Jeetzel.                                                                                    | 30839015 |                |
| Marschtorstraße 10 53° 6′ 2″ N, 11° 5′ 53″ O                                                                              | Wohnhaus                                                    | Dreigeschossiger, traufständiger, verputzter Massivbau unter Walmdach in Hohlpfannendeckung; straßenseitige Schaufassade mit Putzdekor; hier Hauseingang ausmittig links; rechts Tordurchfahrt zum rückwärtigen Hof. Horizontale Fassadengliederung durch gequaderte Bänder; Flach- und Rundbogenfenster mit Rahmungen, teilweise Fensterverdachungen. Erbaut nach Brand 1900 von Wilhelm Matthies. Bauherr: Ökonom Ernst Ehlers. | 30838993 |                |
| Marschtorstraße 10 A 53° 6′ 3″ N, 11° 5′ 52″ O                                                                            | Nebengebäude                                                | Ein ehemaliges Brauereigebäude nördlich hinter dem Gebäude „Marschtorstraße 10“ (Straße „An den Ratswiesen“) bildet zusammen mit diesem einen abgeschlossenen Hinterhof. Auf dem Schornstein befindet sich ein Storchennest. | 30838972 |                |
| Marschtorstraße 11 53° 6′ 3″ N, 11° 5′ 54″ O                                                                              | Wohn-/Geschäftshaus                                         | Zweigeschossiger, verputzter Massivbau; links Mansarddach mit der Traufe zur Straße; rechts Satteldach mit Giebel zur Straße; Giebel anscheinend verändert; Schaufassade mit Putzdekor zur Straße, Hauseingang rechts. Horizontale Fassadengliederung durch geschosstrennendes und Brüstungs-Gesims. Flachbogen- und Rundbogenfenster in schlichten Rahmungen, Fensterverdachungen im Obergeschoss. Errichtet nach Brand 1900 durch Wilhelm Matthies als kaiserliches Postgebäude (Dienstraum im Erdgeschoss, Wohnung im Obergeschoss). | 30838930 |                |
| Marschtorstraße 22 53° 6′ 5″ N, 11° 6′ 2″ O                                                                               | Wohnhaus                                                    | Das denkmalgeschützte Fachwerkhaus Nr. 22 ist Bestandteil eines verschachtelten Gebäudekomplexes aus Alt- und Neubauten, die zusammen den Firmensitz der „nya nordiska GmbH“ bilden. Zweigeschossiger, traufständiger Fachwerkbau unter Halbwalmdach in roter Hohlpfannendeckung; Gefachausfüllungen in Backstein; hoher Backsteinsockel; weiß geschlämmte Ausfachungen; straßenseitig symmetrische Fassade mit mittigem Hauseingang; zweiflüglige, klassizistische Tür mit Rahmung aus gleicher Epoche; vorgelegte Stufen. Erbaut Anfang des 19. Jahrhunderts. | 30838912 |                |
| Marschtorstraße 28 53° 6′ 10″ N, 11° 6′ 16″ O                                                                             | Krankenhaus (Bauwerk)                                       | Von der Straße weit zurückgesetzter eingeschossiger Fachwerkbau unter Halbwalmdach in roter Hohlpfannendeckung; Backsteinausfachung; symmetrische Vorderfront mit mittigem Eingang. Errichtet 1835 von Amtszimmermeister G. Reinecke. | 30841452 |                |
| Marschtorstraße 28 53° 6′ 10″ N, 11° 6′ 17″ O                                                                             | Nebengebäude                                                | Kleines Fachwerkgebäude unter Satteldach in Hohlpfannendeckung; Backsteinausfachungen. Errichtet Mitte des 19. Jahrhunderts. | 30838873 |                |
| Marschtorstraße 28 53° 6′ 10″ N, 11° 6′ 17″ O                                                                             | Allee                                                       | Zwei Reihen von alten Bäumen als Zufahrtsallee zum ehemaligen Hospital- und Nebengebäude. | 30841493 |                |
| Marschtorstraße 36 53° 6′ 4″ N, 11° 6′ 3″ O                                                                               | Wohnhaus                                                    | Eingeschossiger Backsteinbau mit Putzdekor und unter schiefergedeckten Satteldächern; straßenseitig links giebelständiger zweigeschossiger Baukörper; rechts daneben eingeschossiger, traufständiger Trakt mit hohem Drempel; an der Nordostseite übergiebelter, zweigeschossiger, einachsiger Mittelrisalit mit Hauseingang. Zur Straße ausgeprägte Fensterrahmungen in Formen der Neorenaissance. Erbaut Ende des 19. Jahrhunderts. | 30838835 |                |
| Marschtorstraße 39 53° 6′ 3″ N, 11° 6′ 0″ O                                                                               | Wohn-/Geschäftshaus                                         | Zweigeschossiger, traufständiger Fachwerkbau unter Halbwalmdach in roter Hohlpfannendeckung; Backsteinausfachung; Hauseingang straßenseitig ausmittig links; rechts daneben nachträglicher Ladeneinbau; am Nordostgiebel teilweise älteres Gefüge mit Fußstrebenpaaren. Umgebaut Anfang des 19. Jahrhunderts, d.h. Überformung eines älteren Gebäudes. | 30838817 |                |
| Marschtorstraße 53 53° 6′ 0″ N, 11° 5′ 52″ O                                                                              | Wohnhaus                                                    | Bescheidener, eingeschossiger Massivbau unter Mansarddach in Hohlpfannendeckung. Errichtet um 1800. | 30838798 |                |
| Marschtorstraße 54 53° 6′ 0″ N, 11° 5′ 52″ O                                                                              | Wohnhaus                                                    | Dreigeschossiges giebelständiges Fachwerkgebäude unter ziegelgedecktem Satteldach. Traufwand, drittes Obergeschoss des Giebels und Giebeldreieck verkleidet. Errichtet wohl Mitte des 19. Jahrhunderts, im Kern vermutlich älter. | 30838779 |                |
| Mühlentor 10 53° 5′ 48″ N, 11° 5′ 27″ O                                                                                   | Wohnhaus                                                    | Zweigeschossiges giebelständiges Fachwerkgebäude mit Backsteingefachausfüllungen unter hohlpfannengedecktem Satteldach, nach Norden abgewalmt. Errichtet im 18. und 19. Jahrhundert. | 39568341 |                |
| Rosmarienstraße 4 53° 5′ 58″ N, 11° 5′ 44″ O                                                                              | Wohnhaus                                                    | Kleines, schmales, zweigeschossiges Fachwerkhaus unter Satteldach in Hohlpfannendeckung; Ausfachungen in Backstein, weißgeschlämmt. Erbaut in der Mitte des 19. Jahrhunderts | 30838585 |                |
| Schloßgraben 1 53° 5′ 56″ N, 11° 5′ 48″ O                                                                                 | Wohnhaus                                                    | Zweigeschossiger, traufständiger Bau, verschaltes Fachwerk, unter Halbwalmdach in roter Hohlpfannendeckung; Hauseingang ausmittig rechts; darüber in der nordöstlichen Dachfläche Erker mit Ladeluke; Fassade horizontal verbrettert mit werksteinimitierendem Fugenschnitt; klassizistische, zweiflüglige Tür; vorgelegte Stufen. Errichtet wohl Anfang des 19. Jahrhunderts. | 30838565 |                |
| Schloßgraben 2 53° 5′ 55″ N, 11° 5′ 49″ O                                                                                 | Wohnhaus                                                    | Zweigeschossiger, traufständiger Fachwerkbau unter hohem Schopfmansarddach in Hohlpfannendeckung; Backsteingefachausfüllungen; ehemals beige gestrichene Schaufassade; hier mittiger übergiebelter Dacherker sowie Hauseingang, die Symmetrieachse betonend; einflüglige Hauseingangstür; vorgelegte Stufen. Erbaut Ende des 18. Jahrhunderts. | 30838544 |                |
| Schloßgraben 4 53° 5′ 54″ N, 11° 5′ 50″ O                                                                                 | Wohnhaus                                                    | Zweigeschossiger traufständiger Fachwerkbau unter ziegelgedecktem Satteldach. Gefache mit Backsteinausfüllungen. Der nördliche Teil des Hauses ist im Erdgeschoss massiv in Backsteinen, darüber Fachwerkobergeschoss. Erbaut Mitte des 19. Jahrhunderts. | 30838506 |                |
| Schloßgraben 5 53° 5′ 54″ N, 11° 5′ 51″ O                                                                                 | Wohnhaus                                                    | Zweigeschossiger, traufständiger Fachwerkbau mit Backsteinausfachung und unter Satteldach in Hohlpfannendeckung. Ehemals Haus der 1912 erloschenen Dannenberger Synagogengemeinde. Erbaut Anfang des 19. Jahrhunderts. | 35821384 |                |
| Feldsteinweg außerorts (zwischen Dannenberg und Nienwedel, Feldmark ostnordöstlich Pisselberg) 53° 6′ 54″ N, 11° 5′ 16″ O | Teil der Straßenverbindung Nienwedel-Dannenberg             | Feldbrücke. Horizontale Findlinge als Decksteine auf unregelmäßigen Feldsteinen als Widerlager, von vier aufrecht stehenden Findlingen begrenzt. Mit Feldsteinpflasterstraße. Nach 1841 angelegt, Pflasterung um 1885. Im Jahr 2021 war eigentlich der Abriss der Brücke und stattdessen eine Verrohrung des Grabendurchlasses geplant, als ihr denkmalpflegerischer Wert erkannt wurde und eine Ausweisung als Kulturdenkmal erfolgte. | 49652561 |                |

### Ehemalige Denkmale in Dannenberg (Elbe)
| Lage                                          | Bezeichnung                  | Beschreibung | ID | Bild |
| --------------------------------------------- | ---------------------------- | --- | -- | ---- |
| Am Markt 1 53° 5′ 55″ N, 11° 5′ 44″ O         | Hotel                        | Das Hotel „Ratskeller“, erbaut 1907, ist einschließlich Nebenbetrieben wie einem Drogeriemarkt und einem Restaurant am 13. Januar 2007 ausgebrannt. Bei dem Feuer ist ein Mensch umgekommen. Nach mehrjährigem Leerstand der Brandruine wurde 2011/12 der moderne Wiederaufbau des Gebäudes mit Flachdach bei Erhaltung von Teilen der Front- und Seitenfassade durchgeführt und unter anderem das „Medizinische Versorgungszentrum Dannenberg/Elbe“ und zunächst ein Café, später eine Bäckerei darin untergebracht. |    |      |
| Am Markt 5 53° 5′ 56″ N, 11° 5′ 47″ O         | Büro- und Verwaltungsgebäude | Altes Rathaus, erbaut 1780, Wiederaufbau 1999/2000. |    |      |
| Marschtorstraße 59 53° 5′ 59″ N, 11° 5′ 50″ O | Wohn- und Geschäftshaus      | |    |      |